# ماکسیم آگوئه
ماکسیم آگوئه (انگلیسی: Maxime Agueh؛ زادهٔ ۱ آوریل ۱۹۷۸) بازیکن فوتبال اهل بنین است.
از باشگاه‌هایی که در آن بازی کرده‌است می‌توان به باشگاه فوتبال لوتون تاون و باشگاه فوتبال لیل اشاره کرد.
وی همچنین در تیم ملی فوتبال بنین بازی کرده‌است.